# Ivan IV (opéra)
Ne doit pas être confondu avec Ivan IV.
Ivan Ⅳ est un opéra en cinq actes de Georges Bizet, sur un livret de François-Hippolyte Leroy et Henri Trianon.

## Histoire de la composition
Tout commence lorsqu'un livret sur le tsar russe Ivan IV « Le Terrible » est offert à Charles Gounod en janvier 1856 par l'administrateur général de l'Opéra de Paris, Edmond Crosnier. Gounod y travaille avec enthousiasme, et apparaissent bientôt des annonces dans la presse prévoyant que les répétitions commenceront en novembre. Mais l'opéra, bien qu'achevé vers 1857-1858, n'est finalement pas représenté. Gounod en réutilisera des extraits dans d'autres œuvres ⁣: le Chœur des soldats dans Faust vient de son Ivan le Terrible. La partition composée par Charles Gounod sera vendue aux enchères en 1963 et détruite peu après.
C'est vers 1862 que Georges Bizet, encouragé par Charles Gounod, commence à travailler sur ce même livret. Plus tard, en juin 1865, le journal La France musicale annonce que la pièce paraîtra au Théâtre Lyrique l'hiver même. Constatant en réalité que le Théâtre Lyrique ne l'a toujours pas acceptée, Bizet propose de l'offrir à l'Opéra de Paris, mais il n'en reçoit aucune réponse. L'été suivant, à la demande de Léon Carvalho, directeur du Théâtre Lyrique, Georges Bizet commence à travailler sur La jolie fille de Perth, et Ivan IV est écarté.
Winton Dean, musicologue et biographe de Bizet, propose une chronologie alternative selon laquelle le manuscrit nous étant parvenu serait une version antérieure d'Ivan Ⅳ délaissée par le compositeur, et non celle qu'il voulait composer pour être jouée à l'automne 1865. Cette théorie impliquerait que Georges Bizet a composé Ivan le Terrible de fin 1862 à début 1863 pour une représentation cette année-là au festival de Bade, qu'il avait visité auparavant avec Hector Berlioz, Gounod et Ernest Reyer. Winton Dean soutient également qu'Ivan Ⅳ date d'avant Les Pêcheurs de perles : Dean s'appuie pour cela sur certains passages musicaux qui témoignent selon lui d'une écriture scénique moins expérimentée, ainsi que sur la réutilisation de plusieurs passages d'Ivan Ⅳ dans Les Pêcheurs de perles, opéra que composera Bizet en 1863.
En 1929, une partition manuscrite fut découverte dans l'appartement de la feue veuve Bizet à la mort de son deuxième mari, Émile Straus. Confiée à la Bibliothèque nationale et présentée en 1938 au théâtre national de l'Opéra lors de l'Exposition Georges Bizet, elle est probablement jouée pour la première fois en 1940 avec accompagnement au piano, puis reprise au Théâtre des Capucins à l'hiver 1943. Les éditions Choudens en revendiquent immédiatement le droit de publication, et Henri Büsser se charge des derniers préparatifs ; mais il décide d'établir sa propre « version de concert », au lieu de suivre le manuscrit presque achevé.
Le livret est typique de l'école d'Eugène Scribe, employant des clichés dramatiques qui mènent à des situations généralement improbables, au lieu de favoriser la caractérisation musicale. Les influences les plus fortes sont celles de Giacomo Meyerbeer, Charles Gounod et Giuseppe Verdi.

## Histoire des représentations
La partition remaniée par Büsser comportait désormais quatre actes au lieu de cinq, et plusieurs coupures. Après une première représentation privée au château de Mühringen près de Tübingen en Allemagne, elle fut jouée au Grand-Théâtre de Bordeaux le 12 octobre 1951, puis reprise en décembre à Paris pour deux représentations à l'Opéra-Comique. L'œuvre fut ensuite jouée à Cologne en avril 1952 et à Berne en décembre 1952. Dans les années 1970, une édition restaurée fut préparée pour la BBC, rendue plus fidèle à la partition d'origine par la restitution de nombreux extraits anciennement écartés. Cette version fut diffusée par la BBC en octobre 1975, avec Bryden Thomson dirigeant une distribution principalement anglaise : John Noble dans le rôle-titre, Jeanette Scovotti et John Brecknock dans les rôles de Marie et Igor. Par la suite, le chef d'orchestre Howard Williams produit une édition complète qu'il interprète au Festival de Montpellier, diffusé à la radio. Un enregistrement scénique de cette version, désormais adoptée par Choudens, a été réalisé en mars 2002 sous la direction de Michael Schønwandt et publié par Naïve Records.
La version intégrale est ensuite créée à Saint-Pétersbourg en décembre 2022, avant de gagner le Staatstheater de Meiningen en février 2023, sous la direction de Philippe Bach avec Tomasz Wija dans le rôle-titre, Alex Kim, Mercedes Arcuri et Paul Gay.

## Personnages
| Rôle                                                              | Tessiture              | Distribution du 12 octobre 1951 (Chef d'orchestre : Adolphe Lebot) |
| ----------------------------------------------------------------- | ---------------------- | ------------------------------------------------------------------ |
| Ivan IV, tsar de Russie                                           | basse                  | Pierre Nougaro                                                     |
| Marie, fille de Temrouk                                           | soprano                | Georgette Camart                                                   |
| Igor, frère de Marie                                              | ténor                  | Mirō Skala                                                         |
| Temrouk, prince de Circassie                                      | basse                  | Michel Taverne                                                     |
| Yorloff, un boyard                                                | baryton-basse          | Charles Soix                                                       |
| Un jeune Bulgare                                                  | mezzo-soprano ou ténor | René Coulon                                                        |
| Olga, sœur d'Ivan                                                 | mezzo-soprano          | Marthe Couste                                                      |
| Un officier russe                                                 | ténor                  | Paul Grosjean                                                      |
| Un Circassien                                                     | basse                  | Raymond Romanin                                                    |
| Chœur – Femmes circassiennes, soldats russes, boyards, courtisans |                        |                                                                    |

## Résumé

### Acte 1er
Dans le Caucase
Des femmes puisent de l'eau à une source. Un inconnu égaré arrive devant elles et leur demande de l'aider. Marie, fille de Temrouk, propose de lui montrer le chemin. Mais un deuxième inconnu, qui s'avère n'être autre que le tsar Ivan le Terrible, arrive sur scène et sort avec le jeune inconnu. Tout à coup, des soldats russes font irruption et ordonnent à Temrouk de leur remettre sa fille. Le roi refuse, mais lorsqu'un officier menace d'assassiner les enfants du village, Marie décide de partir avec eux. Igor, le frère de Marie, arrive alors que les Circassiens déplorent leur sort ; apprenant le rapt de sa sœur, il jure de tuer les ravisseurs. Temrouk décrète que le vengeur sera tiré au sort⁣ ; Igor est choisi.

### Acte 2
Un banquet au Kremlin
Assis autour d'un banquet, des boyards célèbrent la victoire d'Ivan le Terrible sur les Tartares. Des condamnés à mort passent devant eux, demandant leur grâce, mais en vain. Ivan félicité Yorloff d'avoir démasqué un complot qu'on préparait contre lui, et demande au jeune Bulgare de lui chanter un air de sa patrie. Le tsar lui répond ensuite avec un chant de guerre, puis explique à sa cour qu'il recherche la plus belle femme de la contrée pour en faire son épouse. Yorloff se montre confiant que sa propre fille sera choisie. Un groupe de demoiselles voilées, appelées par le tsar, fait son entrée. Marie est parmi elles, et quand Ivan leur demande de retirer leurs voiles, celle-ci n'obéit pas. Finalement contrainte d'obtempérer, elle est remarquée par le tsar, qui lui demande sa main à première vue ; mais Marie refuse. C'est alors que la sœur d'Ivan, Olga, passe dans une procession religieuse. Marie fait sa connaissance et se place sous son égide.

### Acte 3
Cour du Kremlin
Ivan a finalement obtenu la main de Marie. Le peuple célèbre leur mariage en chantant. À mesure que le cortège approche, on reconnaît Igor, qui suit la trace de Marie, et Temrouk, son père le roi, qui l'accompagne. Yorloff se sent déshonoré car le tsar n'a pas demandé la main de sa fille. Il révèle à Igor qu'il a lui aussi un grief contre Ivan, et tous les trois décident d'assassiner le tsar la nuit-même.

### Acte 4
Une pièce près de la chambre nuptiale
Marie pense à son sort⁣ : elle est tombée amoureuse d'Ivan. Celui-ci vient alors la chercher pour la conduire à la barque nuptiale sur la Volga. Yorloff assure le tsar qu'il surveillera les lieux contre tout assassin, mais, dès qu'Ivan est parti, il admet Igor dans la pièce. Quand Marie revient, elle aperçoit son frère et se jette dans ses bras ; mais elle est horrifiée lorsqu'elle entend qu'il est venu assassiner le tsar. Igor, se sentant trahi par sa sœur, hésite à la poignarder, quand Marie rappelle à son frère le devoir de protection que leur mère a placé sur lui. Ému, il la pardonne et décide de renoncer à sa vengeance. Cependant Yorloff, qui souhaite assassiner le tsar pour obtenir le pouvoir absolu, dénonce ses complices à Ivan, sans mentionner son implication dans le complot. Jaloux de Marie, qui a été choisie par le tsar à la place de sa fille, il l'accuse elle aussi, malgré son innocence. Convaincu de la culpabilité de Marie et d'Igor, le tsar fait irruption dans la pièce avec Yorloff pour les condamner à mort. Mais, déchiré entre amour et honneur, il hésite à condamner sa nouvelle femme. Tout à coup, un officier entre dans la pièce pour annoncer que le Kremlin est en feu et que des ennemis menacent de pénétrer à l'intérieur. Ivan se décide à condamner à mort Igor et Marie avant de s'évanouir.

### Acte 5
Premier tableau – les murs du Kremlin
Temrouk est désespéré : Igor et Marie, ses enfants, ont été condamnés à mort. Ivan est revenu à lui dans un donjon dans lequel Yorloff l'a fait jeter après l'avoir déclaré fou. Il comprend qu'Igor et Marie sont innocents et que Yorloff est son véritable ennemi. Il réussit à s'échapper du donjon et trouve Temrouk accompagné de courtisans prêts à le soutenir dans sa cause. Alors qu'ils se dirigent tous vers le palais impérial, ils entendent la cloche chargée d'annoncer la mort du tsar.
Deuxième tableau – une salle du Kremlin
Yorloff se proclame régent, déclarant que le tsar a perdu la raison. Il a obtenu le pouvoir et se félicite désormais des courtisans qui réclament la mort d'Igor et de Marie. Il est sur le point de les exaucer quand Ivan fait irruption dans la salle, dévoile le complot de Yorloff et le condamne à mort. Le tsar pardonne à Temrouk ses intentions d'assassinat et fait exécuter Yorloff pour haute trahison. Ivan retrouve sa bien-aimée Marie et les courtisans chantent leur louange.

## Emprunts
Dans cet opéra, Bizet a réutilisé de la musique issue d'œuvres précédentes, tout en recyclant d'autres parties d'Ivan Ⅳ dans des opéras ultérieurs. Voici une liste des compositions concernées : 
- Acte 1. Duo pour jeune Bulgare et Marie : il constitue la deuxième partie du prélude de La jolie fille de Perth
- Acte 1. Temrouk « Ah ! Laisse-moi ma fille » :  utilisé par Bizet au cours de l'achèvement de Noé, opéra commencé par son mentor Fromental Halévy et dont Bizet poursuit l'écriture à la mort de celui-ci
- Acte 2. Le solo pour le jeune Bulgare « Ouvre ton cœur » est tiré de Vasco de Gama
- Acte 4. Le duo pour Marie et Igor est tiré de Noé
- Acte 5, scène 1. Le duo pour sentinelle et officier est inspiré du n° 6 de la suite Jeux d'enfants, intitulé Trompette et Tambour.

## Enregistrements
- 1957 (extraits) – Michel Roux, Janine Micheau, Henri Legay, Louis Noguéra ; Chœur de Radio France, Orchestre national de France, direction Georges Tzipine
- 1972 (complet) – Jean-Phillipe Lafont, Janine Micheau, Henri Legay, Solange Michel ; Chœurs et Orchestre de L'ORTF, direction Pierre-Michel Le Conte ; années 1960, Paris
- 2002 (complet) – Ludovic Tézier, Inva Mula, Julian Gavin, Paul Gay ; Chœur et Orchestre national de France, direction Michael Schønwandt

Un enregistrement intégral de l'opéra a été diffusé par la BBC à l'occasion du centenaire de la mort de Bizet, en 1975. La distribution figurait John Noble dans le rôle titre, Jeanette Scovotti, John Brecknock et Patricia Kern. L'orchestre et le chœur étaient dirigés par Bryden Thomson. L'émission était ponctuée de commentaires de Winton Dean et comprenait toutes les versions du chant de guerre. Par la suite, l'enregistrement a été mis à disposition par l'Oriel Music Trust.